# Thresher-Klasse
Die Thresher-Klasse (nach dem Untergang des Typschiffs auch Permit-Klasse nach der zweiten Einheit) war eine Klasse von atomar getriebenen U-Booten der United States Navy.

## Geschichte

### Planung und Bau
Der Planung der Thresher-Klasse begann Mitte der 1950er Jahre. Ursprünglich sollten die Boote als Marschflugkörper-Träger gebaut werden. Nachdem die Navy Ende 1958 jedoch unter Marineminister Thomas S. Gates entschied, die Entwicklung dieses Typs zu stoppen, um Gelder in die Programme für U-Boote mit ballistischen Raketen und Flugzeugträger zu lenken, wurden aus den Booten der Klasse Jagd-U-Boote. 1960 lief die erste Einheit von Stapel. 1963 ging bei einem Testunfall dieses Boot, die Thresher verloren. Daher verzögerte sich der Bau einiger Einheiten der Klasse erheblich, es lagen bei den späteren Booten bis zu sieben Jahre zwischen Kiellegung und Indienststellung. Bei den ersten Einheiten betrug diese Spanne drei Jahre. Die Verzögerung lag an der Integration von Änderungen, die nach dem Verlust der Thresher im SUBSAFE-Programm beschlossen wurde.
Insgesamt wurden 14 Einheiten gebaut, jeweils drei bei Ingalls Shipbuilding, bei New York Shipbuilding, bei Electric Boat und auf der Portsmouth Naval Shipyard sowie zwei auf der Mare Island Naval Shipyard. Die Kosten lagen bei ca. 55 Mio. US-Dollar pro Einheit.

### Einsatzzeit
Die Nachfolger der Sturgeon-Klasse wurden ab 1967 in Dienst gestellt und machten mit den Permits einen Großteil der Jagd-U-Boot-Flotte der Navy aus. Die Boote blieben bis Anfang/Mitte der 1990er Jahre in Dienst und wurden durch die Los-Angeles- und Seawolf-Klasse ersetzt.

## Technik
Der Rumpf der früh beendeten Einheiten ist 84,9 Meter lang, der von vier der späten Boote hingegen 89,1 bzw. 89,4 Meter lang, weil diese bereits Verbesserungen aus dem SUBSAFE-Programm integriert hatten. Die Verdrängung lag so zwischen 4.300 ts und 4.600 ts. Der Rumpf bestand aus hochelastischem HY-80-Stahl. Das bedeutet, dass der Stahl eine garantierte 'Yield strength' (Streckgrenze) von 80.000 psi (Pfund pro Quadratzoll) aufweist. Das entspricht ca. 5.516 Bar. Die Streckgrenze (engl. yield strength) ist ein Werkstoffkennwert und bezeichnet diejenige Spannung, bis zu der ein Werkstoff bei einachsiger und momentenfreier Zugbeanspruchung keine dauerhafte plastische Verformung zeigt. Es handelt sich dabei um eine Fließgrenze. Ein weiterer Vorteil dieses Stahls, der vor allem für den Schiffbau eingesetzt wird, ist die gute Schweißbarkeit.
Der Atomreaktor erlaubte den Schiffen quasi unbegrenzte Reichweite und eine Höchstgeschwindigkeit von 30 Knoten.
Im Vergleich zur vorangegangenen Skipjack-Klasse wurde die strenge Tropfenform des Rumpfes wieder aufgegeben. Stattdessen wurde ein etwas weniger strömungseffizienter, dafür aber leichter zu produzierender Rumpf in Torpedoform gewählt und umgekehrt Wasserwiderstand durch Verkleinerung des Segels eingespart, weshalb die Fahrleistungen beider Klassen trotz der unterschiedlichen Rümpfe ähnlich sind.
Die Boote der Klasse besaßen vier Torpedorohre mit Durchmesser 53,3 cm, aus denen die UUM-44 Subroc, der Mark-48-Schwergewichtstorpedo, der Seezielflugkörper UGM-84 Harpoon oder der Marschflugkörper UGM-109 Tomahawk abgeschossen werden konnte.
Auf die U-Jagd wurde die Klasse durch eine Umgestaltung des inneren Aufbaus gegenüber früheren Klassen optimiert. Kernpunkt dieser Änderungen war die Verlegung der Torpedorohre aus dem Bug in den vorderen Mittelteil des Rumpfes. Dafür konnte im Bug erstmals eine leistungsfähige Sonaranlage des Typs BQQ-2 untergebracht werden. Diese Anordnung war zuvor lediglich im experimentellen Einzelschiff Tullibee erprobt worden, wurde nun aber nachfolgend in allen amerikanischen U-Boot-Klassen verwendet.